# 南華克公園
南華克公園（Southwark Park）位于英国伦敦东南部中部的羅瑟希德 ，由伦敦南華克區管理。它于1869年由大都會工程委員會首次开放，是委員會首批公园之一。南華克公園由Alexander McKenzie设计，占地63英畝（250,000平方）。 公園名字源于其开幕时位于南華克的旧议会选区。
1998年，它从国家彩票的国家遗产彩票基金获得了250万英镑，这使公园的大部分区域得以翻新。

## 图库

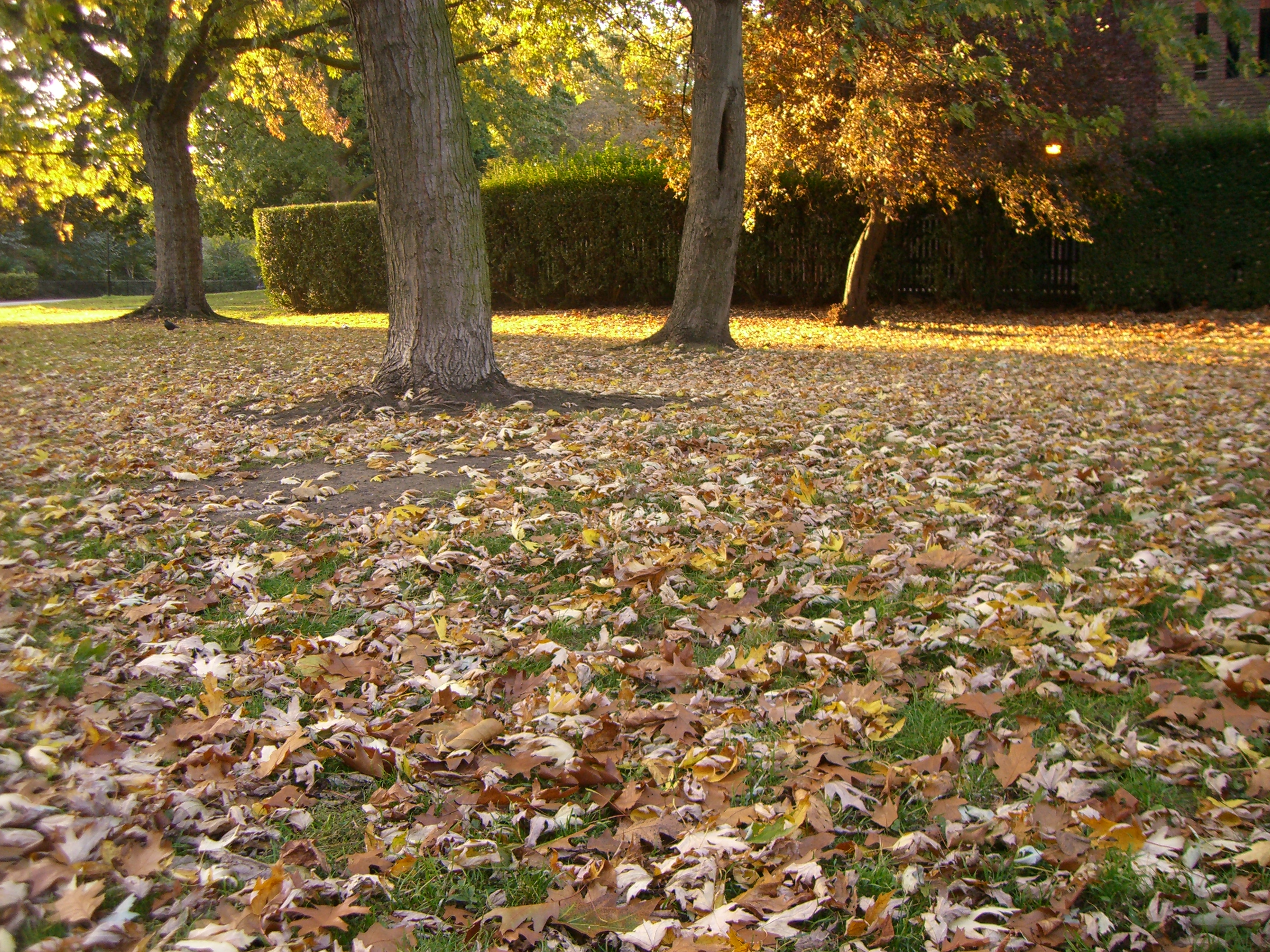
秋叶
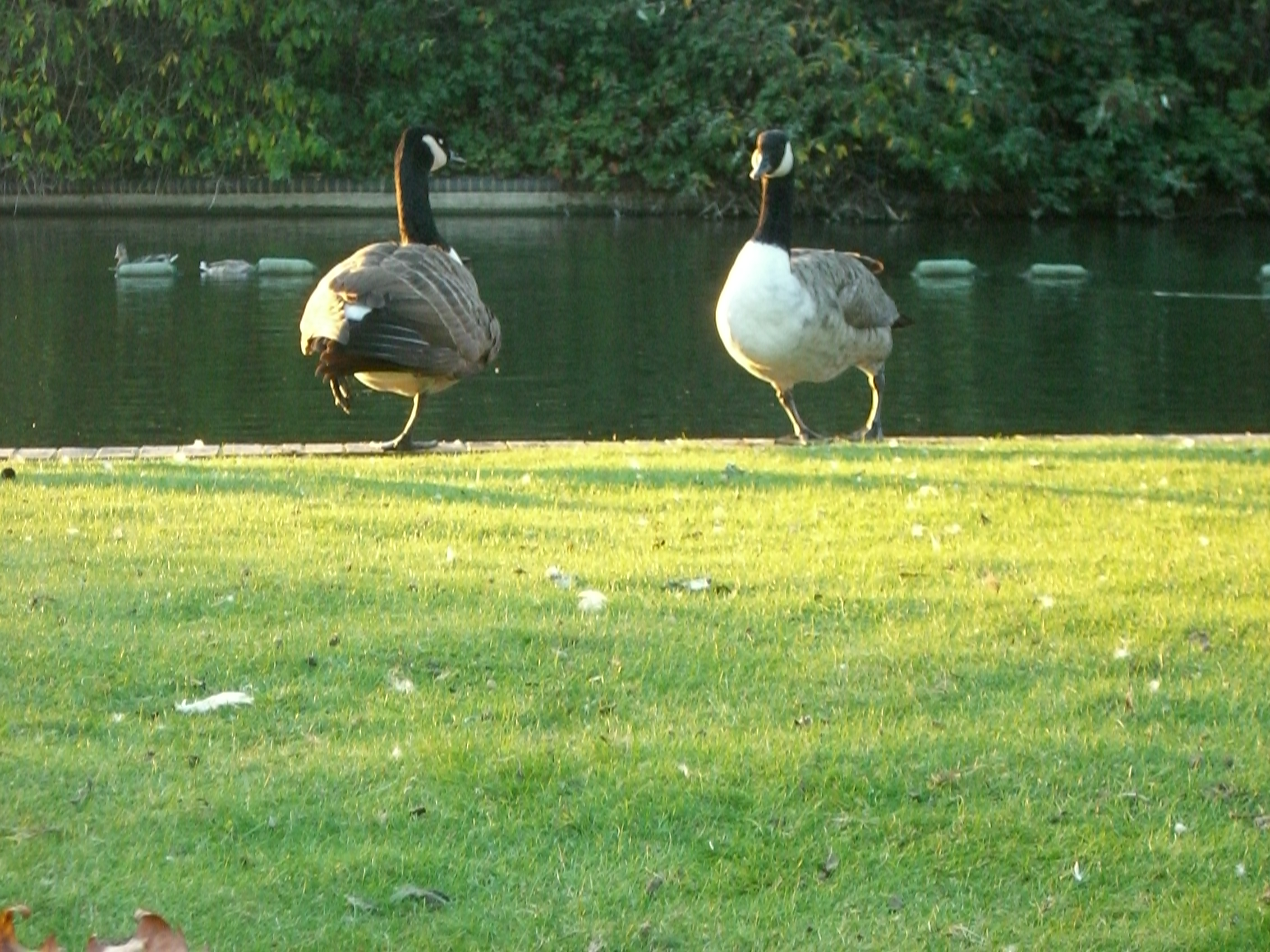
野生动物
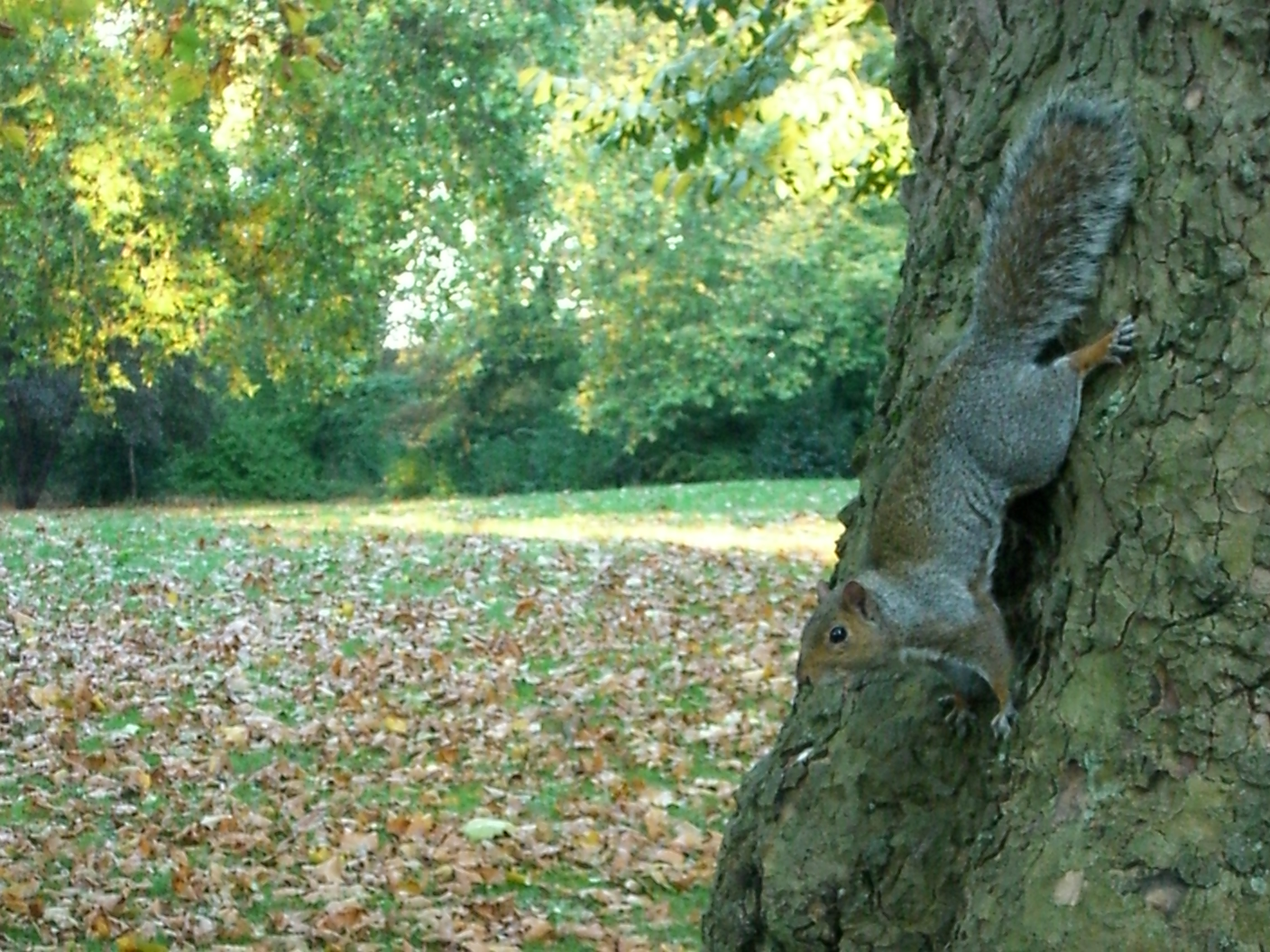
野生动物
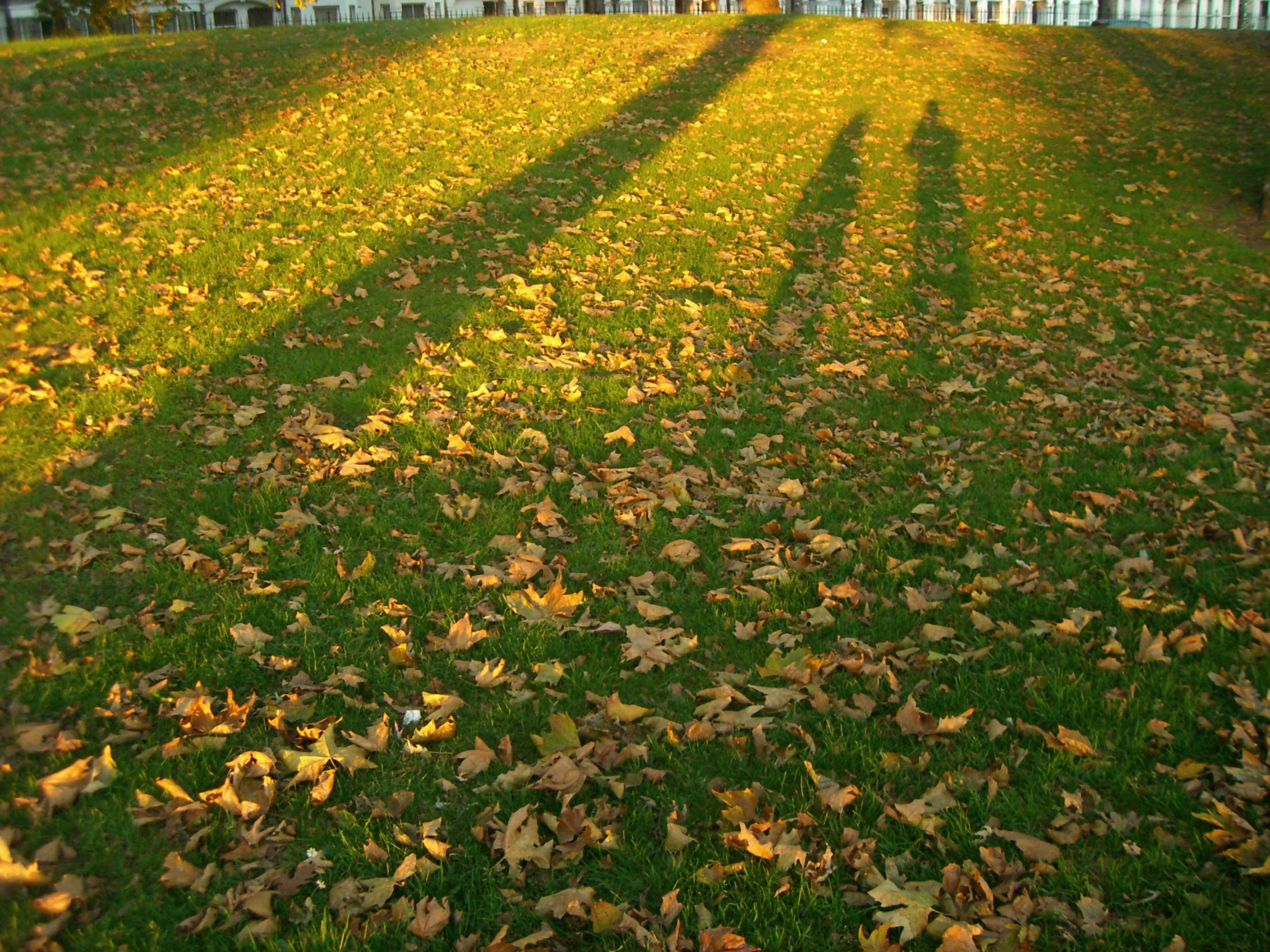
晚上
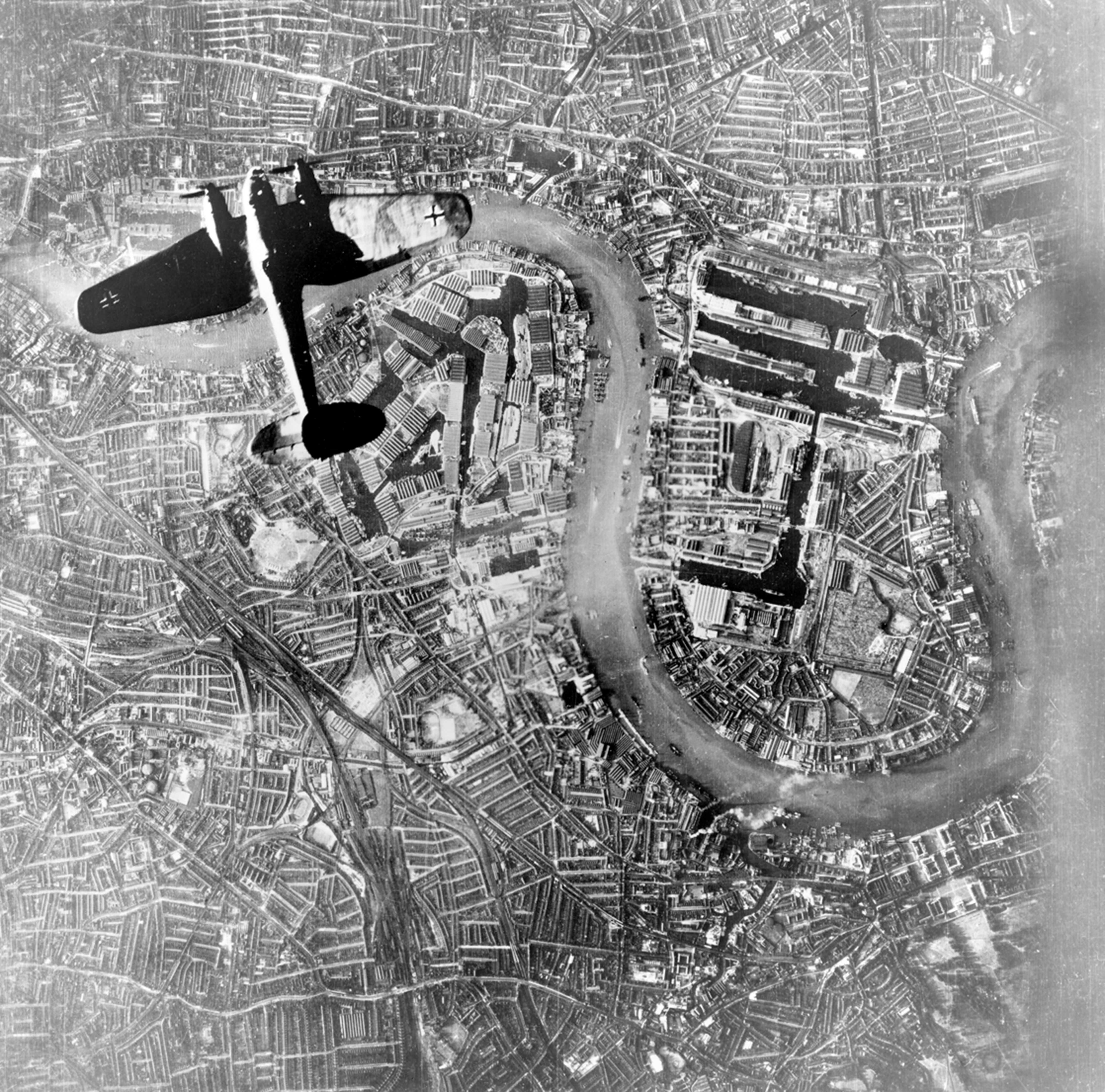
德國戰機，位於南華克公園上空
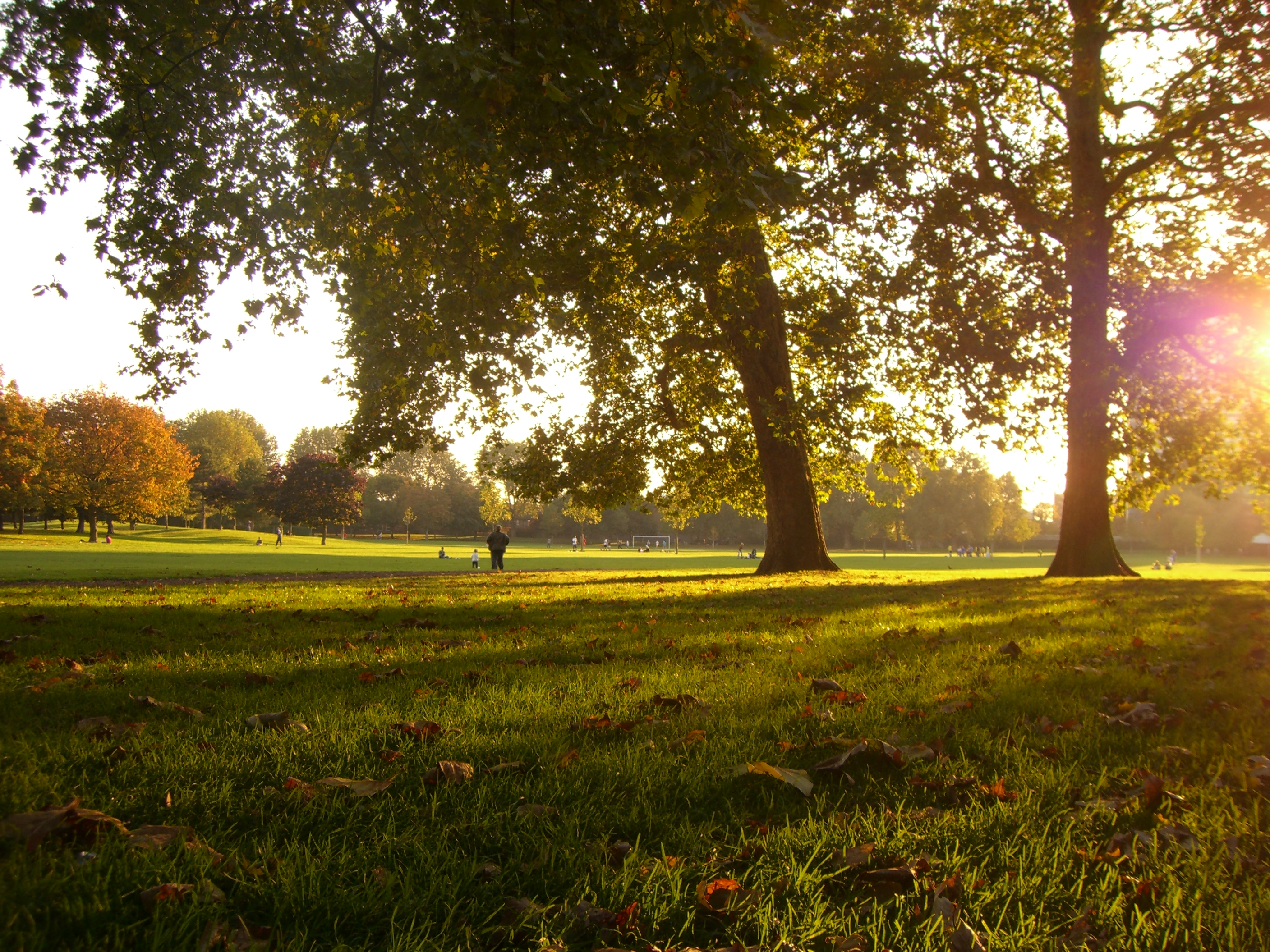
攝於2008年秋季
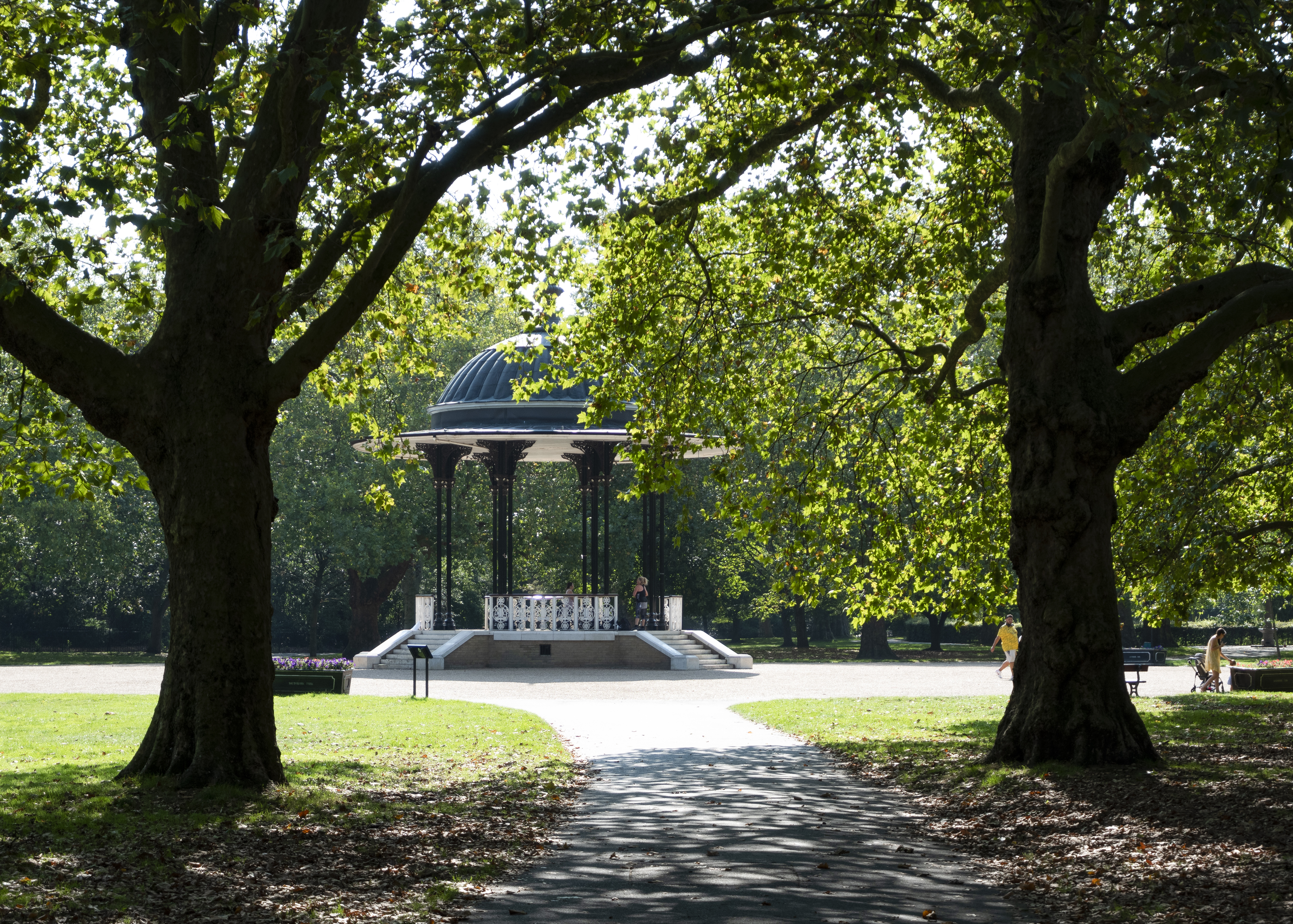
樂隊演奏臺